# Холоповицы (Гатчинский район)
Холоповицы (фин. Holopitsa) — деревня в Гатчинском муниципальном округе Ленинградской области.

## История
На карте Санкт-Петербургской губернии Я. Ф. Шмидта 1770 года упомянуто селение Колоповицы.
В 1831 году деревня состояла из 11 дворов.

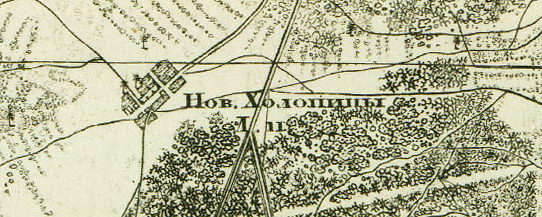
Деревня Новые Холопицы. 1831 год

ХОЛОПОВИЦЫ — деревня принадлежит генерал-майору Шкурину, число жителей по ревизии: 24 м. п., 23 ж. п. (1838 год)

На этнографической карте Санкт-Петербургской губернии П. И. Кёппена 1849 года она обозначена как деревня «Holobitz», расположенная в ареале расселения савакотов. В пояснительном тексте к этнографической карте указаны две деревни: 
- Alt-Holobitz (Старые Холоповицы), количество жителей на 1848 год: савакотов — 18 м. п., 28 ж. п., всего 46 человек
- Holobitz (Холоповицы), количество жителей на 1848 год: савакотов — 17 м. п., 16 ж. п., всего 33 человека[6]

Согласно 9-й ревизии 1850 года деревня Холоповицы принадлежала генералу Шкурину.

ХОЛОПОВИЦЫ — деревня княгини Трубецкой, по просёлочной дороге, число дворов — 9, число душ — 21 м. п. (1856 год)

Согласно «Топографической карте частей Санкт-Петербургской и Выборгской губерний» в 1860 году деревня называлась Новые Холопицы и насчитывала 9 крестьянских дворов.

ХОЛОПОВИЦЫ НОВЫЕ — деревня владельческая при колодцах, число дворов — 9, число жителей: 20 м. п., 23 ж. п.
(1862 год)

В 1877 году временнообязанные крестьяне деревни выкупили свои земельные наделы у Н. В., В. Н., Н. Н. Намышевых, А. Н. Титовой и Л. Н. Ридигер и стали собственниками земли.
На карте 1885 года деревня представляла собой разрозненные выселки.

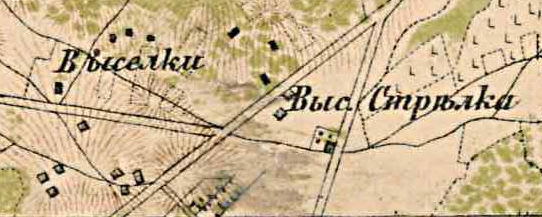
Выселки на месте деревни Новые Холоповицы. 1885 год

В конце XIX века деревня административно относилась к Губаницкой волости 1-го стана Петергофского уезда Санкт-Петербургской губернии, в начале XX века — 2-го стана. Население деревни было исключительно финским.
В 1902 году в деревне Новые Холоповицы открылась школа. Учителем в ней работала «мадемуазель М. Воронина».
В 1908 году открылась школа в деревне Старые Холоповицы. Учителем в ней работала «мадемуазель Филиппова».
В 1913 году Новые Холоповицы насчитывали 10 дворов.
С 1917 по 1921 год деревня Новые Холоповицы входила в состав Елизаветинского сельсовета Губаницкой волости Петергофского уезда.
С 1921 года в составе Дылицкого сельсовета.
С 1922 года вновь в составе Елизаветинского сельсовета.
С 1923 года в составе Венгисаровской волости Гатчинского уезда.
С 1926 года в составе Смольковского сельсовета. Согласно данным переписи населения СССР 1926 года в деревне Ново-Холоповицы Смольковского сельсовета Венгисаровской волости Троцкого уезда проживали 85 человек — финны, эстонцы и русские.
С 1927 года в составе Волосовского района.
В 1928 году население деревни Новые Холоповицы также составляло 85 человек.
По административным данным 1933 года деревня называлась Новые Фолоповицы и входила в состав Смольковского сельсовета Волосовского района.
Согласно топографической карте РККА 1934 года деревня называлась Новые Холоповицы и насчитывала 10 дворов. 

Деревня Новые Холоповицы на карте 1940 года

Согласно топографической карте РККА 1940 года деревня Новые Холоповицы насчитывала 16 дворов.
C 1 августа 1941 года по 31 декабря 1943 года деревня находилась в оккупации.
В 1958 году население деревни Новые Холоповицы составляло 137 человек.
С 1959 года составе Елизаветинского сельсовета Гатчинского района.
По данным 1966, 1973 и 1990 годов деревня Холоповицы также входила в состав Елизаветинского сельсовета.
В 1997 году в деревне проживали 275 человек, в 2002 году — 77 человек (русские — 91%), в 2007 году — 74.

## География
Деревня расположена в северо-западной части района на автодороге 41К-506 (Холоповицы — Шпаньково).
Расстояние до административного центра поселения, посёлка Елизаветино — 2 км.
Расстояние до ближайшей железнодорожной станции Елизаветино — 2 км.

## Демография
| 1862 | 2007 | 2010 | 2017 |
| ---- | ---- | ---- | ---- |
| 43   | ↗74  | ↘54  | ↗89  |

### Национальный состав
Согласно данным Всероссийской переписи населения 2021 года в деревне проживали 82 человека, из них:
 русские — 69, остальные национальность не указали.

## Известные уроженцы
- Парантаев, Герман Викторович (1939) — доктор технических наук, профессор, заведующий кафедрой СПбГУСЭ, заслуженный деятель науки Российской Федерации (2001)[29].

## Улицы
Цветочная.